# فلاديمير ليفتشينكو
فلاديمير ليفتشينكو ، من مواليد 18 فبراير 1944، وتوفي في أبريل 2006، لاعب كرة قدم سوفييتي سابق.
لعب مع منتخب الاتحاد السوفييتي لكرة القدم.

## وصلات خارجية
- فلاديمير ليفتشينكو على موقع قاعدة بيانات كرة القدم.إي يو (الإنجليزية)
- فلاديمير ليفتشينكو على موقع ناشيونال فوتبول تيمز (الإنجليزية)